# سندرم پاریس

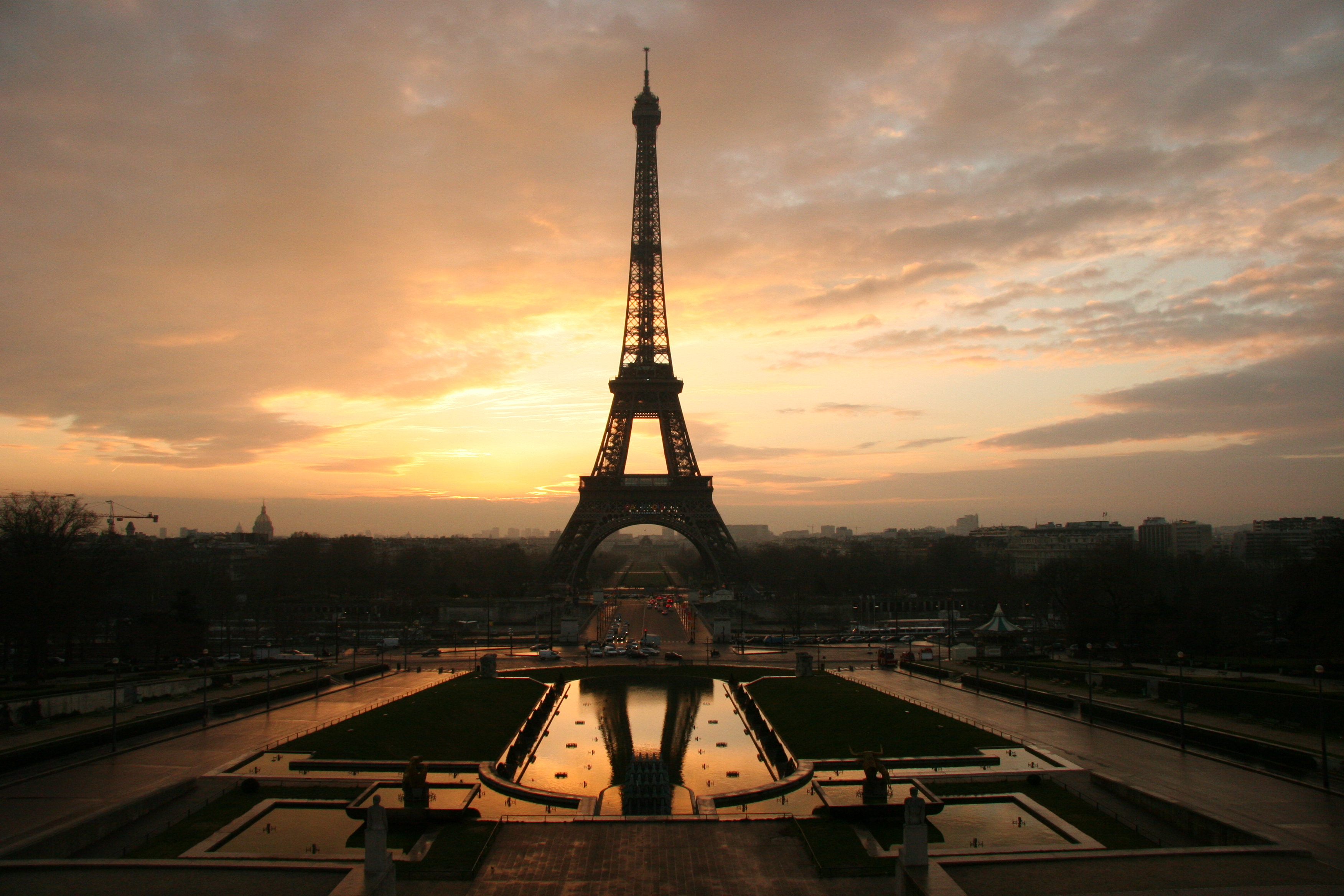
برج ایفل، پاریس

سندرم پاریس (به فرانسوی: Syndrome de Paris) (به ژاپنی: パリ症候群) یک اختلال روانی زودگذر است که گریبان برخی از افرادی که در حال دیدار از پاریس هستند را می‌گیرد. این سندرم با برخی علائم روانی همچون هذیان گویی شدید، توهم، احساس آزار و اذیت (احساس مورد خشم و غضب دیگران بودن)، خوددگربینی، اضطراب و برخی علایم جسمانی همچون گیجی، افزایش ضربان قلب و تعریق مشاهده می‌شود.
از میان گردشگرانی که هر ساله به پاریس سفر می‌کنند، گردشگران ژاپنی بیشتر از بقیه دچار این سندرم می‌شوند. از حدود ۶ میلیون گردشگر ژاپنی که سالانه از پاریس دیدار می‌کنند معمولاً حدود بیست نفر از آن‌ها دچار این سندرم می‌شوند. دلیل این موضوع احتمالاً به خاطر پر رنگ بودن نقش پاریس در فرهنگ ژاپنی و حالت رؤیایی پاریس در تبلیغات ژاپنی و رویارویی اشخاص با واقعیت در حین دیدار از پاریس باشد. این موضوع نوع خاصی از اختلال انطباقی است.
پروفسور هیرواکی اوتا که یک روانشناس ژاپنی ساکن فرانسه است اولین بار این علایم را در سال ۱۹۸۶ شناسایی و معرفی کرد.
از بیماری‌های مشابه سندرم پاریس می‌توان به سندرم اورشلیم و سندرم استندال (به انگلیسی: Stendhal syndrome) اشاره کرد.
به‌طور معمول درمانی که برای قطع علایم این سندرم توصیه می‌شود ترک پاریس است.

## سبب‌ها

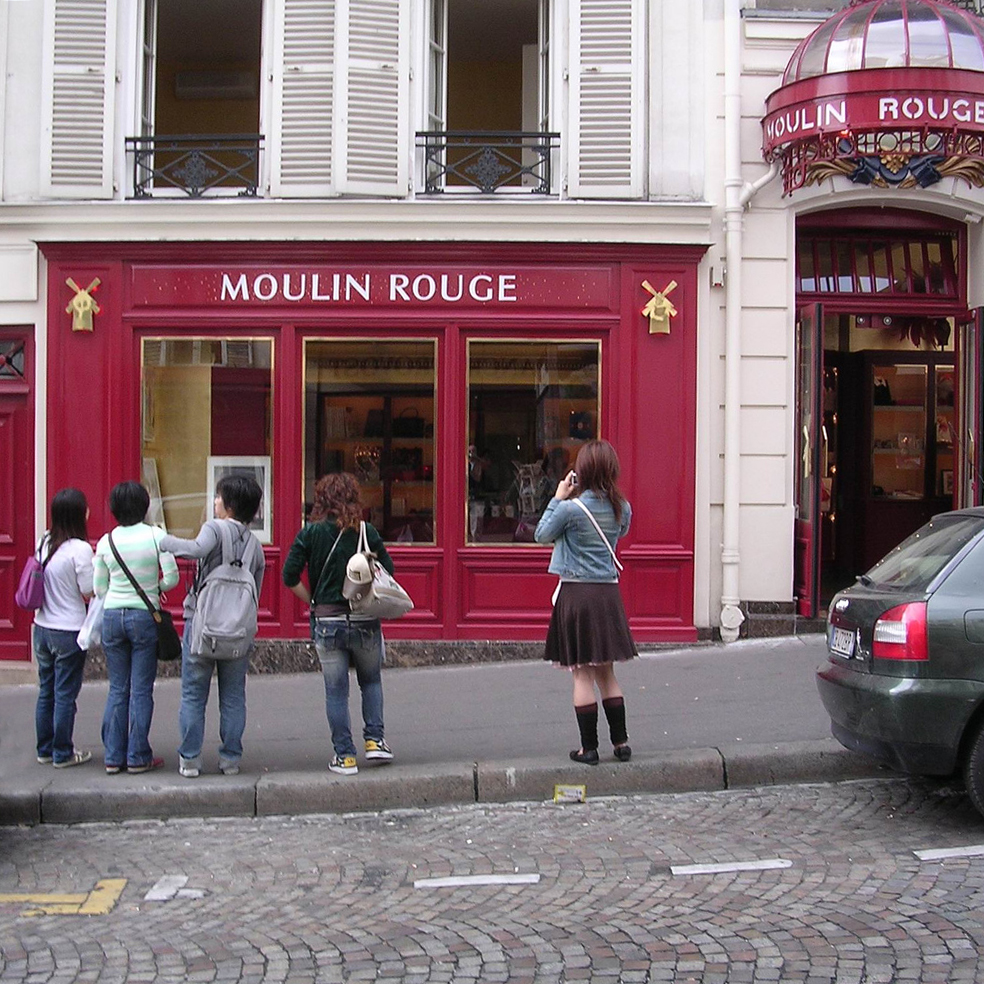
گردشگران ژاپنی در پاریس

نویسندگان نوشتاری در مجلهٔ روان‌پزشکی فرانسوی نِغووغ این عامل‌ها را به‌عنوان سبب‌هایی برای به وجود آمدن این مشکل برای گردشگران ژاپنی برشمردند:
1. مانع‌های زبانی: شمار کمی از مردمان ژاپنی فرانسوی صحبت می‌کنند و عکس آن هم صادق است. این مشکل آبستن مشکل‌های دیگر دانسته شده‌است. سوای تفاوت‌های آشکار زبان‌های فرانسوی و ژاپنی، بسیاری از اصطلاح‌های روزمره، پس از ترجمه، معنایشان را از دست می‌دهند و نامفهوم می‌گردند. به این مشکل باید سردرگمی گویشوران مبتدی زبان فرانسه را هم افزود.
2. تفاوت فرهنگی: تفاوت بزرگی در آداب و رفتار وجود دارد. فرانسویان می‌توانند در مقایسه با فرهنگ ژاپنی که حالتی رسمی دارد، به‌طور غیررسمی ارتباط برقرار کنند و این برای ژاپنی‌ها ایجاد سختی می‌کند. تفاوت‌ها در حالت‌ها و طرز تفکر و به‌ویژه تشخیص شوخی است که موجب سختی می‌شود.
3. تصویر ایده‌آل از پاریس: سندرم پاریس ممکن است به موجب ناتوانی شخص در وفق دادن تصویر ژاپنی رایج از پاریس با واقعیت آن ایجاد شود. ژاپنی‌ها معمولاً پاریس را به‌عنوان سرزمین رؤیاها، زیبایی، فرهنگ، و عشق تصویر می‌کنند. اگرچه آن‌ها خیلی زود در نخستین دیدارشان از پاریس متوجه تفاوت می‌شوند. آن‌ها پاریس را جایی معمولی، سازماندهی نشده و پر سر و صدا می‌یابند که برخلاف تصورشان است.
4. خستگی: استفادهٔ بیش از اندازه از زمان و انرژی فرد، چه در مأموریت کاری یا تعطیلات، به‌منظور استفاده از هر لحظهٔ در پاریس بودن، همراه با پرواززدگی، موجب بی‌ثباتی روانی برخی از گردشگران می‌شود.[۲]